# Campeonato Paulista Série A2 2012
In 2012 werd het 66ste Campeonato Paulista Série A2 gespeeld voor voetbalclubs uit de Braziliaanse staat São Paulo. De competitie werd georganiseerd door de FPF en werd gespeeld van 25 januari tot 13 mei. São Bernardo werd kampioen. 
Pão de Açúcar nam de naam Audax São Paulo aan.

## Eerste fase
| Plaats | Clu               | Wed. | W  | G | V  | Saldo | Ptn. |
| ------ | ----------------- | ---- | -- | - | -- | ----- | ---- |
| 1.     | Atlético Sorocaba | 19   | 11 | 2 | 6  | 41:30 | 35   |
| 2.     | São Bernardo      | 19   | 11 | 2 | 6  | 33:24 | 35   |
| 3.     | Red Bull Brasil   | 19   | 10 | 4 | 5  | 30:21 | 34   |
| 4.     | Audax São Paulo   | 19   | 10 | 3 | 6  | 34:25 | 33   |
| 5.     | Ferroviária       | 19   | 9  | 6 | 4  | 23:18 | 33   |
| 6.     | Penapolense       | 19   | 9  | 4 | 6  | 30:23 | 31   |
| 7.     | Noroeste          | 19   | 8  | 7 | 4  | 30:26 | 31   |
| 8.     | União Barbarense  | 19   | 9  | 2 | 8  | 25:28 | 29   |
| 9.     | Velo Clube        | 19   | 8  | 3 | 8  | 31:28 | 27   |
| 10.    | Grêmio Barueri    | 19   | 7  | 5 | 7  | 29:29 | 26   |
| 11.    | Rio Claro         | 19   | 6  | 7 | 6  | 29:32 | 25   |
| 12.    | Monte Azul        | 19   | 5  | 9 | 5  | 25:26 | 24   |
| 13.    | São José          | 19   | 6  | 5 | 8  | 20:25 | 23   |
| 14.    | Santo André       | 19   | 5  | 7 | 7  | 18:22 | 22   |
| 15.    | Santacruzense     | 19   | 5  | 7 | 7  | 17:22 | 22   |
| 16.    | São Carlos        | 19   | 5  | 6 | 8  | 24:25 | 21   |
| 17.    | Palmeiras B       | 19   | 5  | 5 | 9  | 29:37 | 20   |
| 18.    | Rio Preto         | 19   | 5  | 3 | 11 | 25:34 | 18   |
| 19.    | União São João    | 19   | 5  | 2 | 12 | 23:32 | 17   |
| 20.    | América           | 19   | 4  | 5 | 10 | 25:34 | 17   |

|  | Geplaatst voor tweede fase |
|  | Degradatie naar Série A3   |

## Tweede fase

### Groep A
| Plaats | Clu               | Wed. | W | G | V | Saldo | Ptn. |
| ------ | ----------------- | ---- | - | - | - | ----- | ---- |
| 1.     | União Barbarense  | 6    | 3 | 2 | 1 | 12:8  | 11   |
| 2.     | Atlético Sorocaba | 6    | 3 | 1 | 2 | 12:9  | 10   |
| 3.     | Audax São Paulo   | 6    | 3 | 1 | 2 | 11:8  | 10   |
| 4.     | Ferroviária       | 6    | 1 | 0 | 5 | 4:14  | 3    |

|  | Finale                 |
|  | Promotie naar Série A1 |

### Groep B
| Plaats | Clu             | Wed. | W | G | V | Saldo | Ptn. |
| ------ | --------------- | ---- | - | - | - | ----- | ---- |
| 1.     | São Bernardo    | 6    | 4 | 0 | 2 | 10:6  | 12   |
| 2.     | Penapolense     | 6    | 2 | 3 | 1 | 9:5   | 9    |
| 3.     | Red Bull Brasil | 6    | 1 | 3 | 2 | 6:9   | 6    |
| 4.     | Noroeste        | 6    | 1 | 2 | 3 | 5:10  | 5    |

|  | Finale                 |
|  | Promotie naar Série A1 |

## Finale
Beide clubs promoveren, in geval van gelijkspel wint de club met het beste resultaat uit de competitie.
|             |                    |       |                          |                                                              |
| 5 mei 19:00 | União Barbarense   | 1 – 1 | São Bernardo             | Antonio Guimarães, Santa Bárbara d'Oeste Toeschouwers: 4.724 |
| 5 mei 19:00 | Roberto Santos 84' |       | 90+4' (pen) Renato Peixe | Antonio Guimarães, Santa Bárbara d'Oeste Toeschouwers: 4.724 |

|              |                         |       |                        |                                                              |
| 12 mei 19:00 | São Bernardo            | 2 – 2 | União Barbarense       | Primeiro de Maio, São Bernardo do Campo Toeschouwers: 13.440 |
| 12 mei 19:00 | Ricardinho 34' Bady 60' |       | 18' Cesinha 56' Renato | Primeiro de Maio, São Bernardo do Campo Toeschouwers: 13.440 |

## Kampioen
| Campeonato Paulista de 2012 - Série A2 |
| São Paulo                              |
| -------------------------------------- |
| SÃO BERNARDO Kampioen (1° titel)       |